# Anna Sztaudynger-Kaliszewicz
Anna Maria Sztaudynger-Kaliszewicz (ur. 19 września 1933 w Poznaniu, zm. 30 maja 2023 w Krakowie) – polska socjolog, nauczyciel akademicki, pisarka. Córka Jana Sztaudyngera i Zofii z Jankowskich Sztaudynger.

## Życiorys
W 1955 ukończyła studia chemiczne na Politechnice Łódzkiej. W latach 1955–58 pracowała w przemyśle jako inżynier chemii, z której to pracy musiała zrezygnować z powodów zdrowotnych. W 1958 podjęła studia socjologiczne na Uniwersytecie Łódzkim zakończone w 1963. Uzyskała stopień doktora na podstawie rozprawy doktorskiej pt. Wpływ procesu urbanizacji na wielkość i strukturę rodziny napisanej pod kierunkiem prof. Edwarda Rosseta. W latach 1963–1990 pracowała na Uniwersytecie Łódzkim jako nauczyciel akademicki, prowadziła badania demograficzne i gerontologiczne, m.in. na temat domów dziennego pobytu dla ludzi starszych w Łodzi i ogólnopolskiego Ruchu Klubów Seniora w Bydgoszczy.
W 1979 zorganizowała z grupą uczonych, na czele z Heleną Kretz, Uniwersytet Trzeciego Wieku w Łodzi, piąty w Polsce. Do 1996 była prezesem Zarządu ŁUTW. Obecnie jest honorowym prezesem ŁUTW. Po przeniesieniu się do Zakopanego założyła i prowadziła w latach 1992–2007 Podhalański Uniwersytet Trzeciego Wieku. Działalność ta została nagrodzona dyplomem przez Burmistrza Miasta Zakopanego w 2007.
Opublikowała przeszło 50 artykułów literackich, naukowych i popularnonaukowych. Jest współautorką książki autobiograficznej Jana Sztaudyngera Chwalipięta czyli rozmowy z Tatą (1973) oraz książek Fraszki z rękawa... (1987) oraz biografii Życie nie jest fraszką (1994). Od przeszło 40 lat, najpierw z matką, obecnie z córką, zgodnie z tradycją rodzinną, zbiera wspomnienia, listy, pamiątki, fotografie związane ze Sztaudyngerami, Gautierami i Kokowskimi oraz ślady z wieczorów autorskich ojca. Z córką Dorotą przygotowuje do druku rękopisy fraszkopisarza. Kolejne wydania książek zaopatruje wstępem lub posłowiem. Systematycznie kompletuje archiwum, które zawiera także kilkadziesiąt prac magisterskich o życiu i twórczości poety.
Od 2002 współpracuje z Zespołem Szkół Ogólnokształcących i Mistrzostwa Sportowego w Szklarskiej Porębie im. Jana Sztaudyngera i Stowarzyszeniem Puch Ostu, które propaguje twórczość i osobę poety. Także w Szklarskiej Porębie pomaga promować Trasę Turystyczną i Salon Literacki im. Jana Sztaudyngera. Organizuje spotkania na temat życia i twórczości Jana Sztaudyngera oraz jego przyjaciół, a także wykłady na tematy gerontologiczne i demograficzne oraz dotyczące uniwersytetów trzeciego wieku. Uczestniczyła w konferencjach krajowych i międzynarodowych m.in. w Budapeszcie, Charleroi, Uppsali, Bratysławie, Rzymie, Berlinie, Tuluzie, Kopenhadze.
Należy do Polskiego Towarzystwa Socjologicznego, Polskiego Towarzystwa Gerontologicznego, Towarzystwa Przyjaciół Książki (Bibliofile), Związku Autorów i Kompozytorów Scenicznych ZAiKS, Polskiego Towarzystwa Tatrzańskiego. Otrzymała Odznaczenie Uniwersytetu Łódzkiego – W Służbie Narodu i Nauki. Jej biogram ukazał się w siódmej edycji The Word Who’s Who of Women 1984, wydanej przez International Centre Cambridge, England.
Z okazji Międzynarodowego Dnia Zabytków w 2012 została nagrodzona przez Burmistrza Miasta Zakopane i Miejskiego Konserwatora Zabytków dyplomem Towarzystwa Opieki nad Zabytkami za wzorową rewaloryzację rodzinnego domu „Koszysta” w Zakopanem.
26 maja 2015 została odznaczona przez prezydenta RP Bronisława Komorowskiego po raz drugi Złotym Krzyżem Zasługi za zasługi w działalności na rzecz rozwoju ruchu uniwersytetów trzeciego wieku w Polsce.

### Życie prywatne
W 1960 zawarła związek małżeński z dr. n. med. Sewerynem Kaliszewiczem (1908-1984), ma córkę Dorotę, mgr filologii angielskiej, która uczy w wyższych szkołach ekonomicznych, zięcia dr. n. med. M. Zaczka, który jest kardiologiem, wnuczkę Annę.

## Publikacje redagowane
Książki Jana Sztaudyngera wydane po śmierci autora, przygotowane do druku przez Zofię Sztaudynger, Annę Sztaudynger-Kaliszewicz i Dorotę Sztaudynger-Zaczek:
- Chwalipięta czyli rozmowy z Tatą. Wspomnienia, współautorka: Anna Sztaudynger-Kaliszewicz, Wydawnictwo Łódzkie, wyd. I, 1973, wyd. 1982 zmienione, wyd. III „Kleks” Bielsko Biała 2000, wyd. IV Wydawnictwo Literackie Kraków 2009.
- Szczęście z datą wczorajszą. Wspomnienia, wstęp Wojciecha Natansona, posłowie Anna Sztaudynger-Kaliszewicz, wyd. I Wydawnictwo Literackie 1974, wyd. II 2000, wyd. III 2004, wyd. IV 2009.
- Piórka znalezione. Fraszki, posłowie Anna Sztaudynger-Kaliszewicz, ilustracje Janusz Bruchnalski. Wydawnictwo Literackie wyd. I 1975.
- Piórka. Wybór fraszek, wybór Anna Sztaudynger-Kaliszewicz, Wydawnictwo Literackie 1980, 1985, 1995, 1997, 1998, 1999, 2000, 2001, 2002, 2003, 2004, 2005, 2006, 2007, 2009, 2010.
- Raptularz zakochanych. Fraszki, ilustr. Katarzyna Gintowt, Iskry, wyd.II 1986, wybór i posłowie Anna Sztaudynger-Kaliszewicz.
- Nie tylko „Piórka”. Fraszki, wiersze, bajki, wstęp Jerzy Poradecki, wybór i nota edytorska Anna Sztaudynger-Kaliszewicz, ilustr. Sławomir Zientarski, Wydawnictwo Łódzkie, wyd. I 1986.
- Półsłówka. Fraszki frywolne, KAW Białystok, wstęp i wybór Anna Sztaudynger-Kaliszewicz, ilustr. Janusz Benedyktowicz, 1986, wyd. II 1992.
- Fraszki z rękawa… dedykacje i improwizacje Jana Sztaudyngera, opracowała Anna Sztaudynger-Kaliszewicz, KAW Łódź wyd. I 1987, wyd. II 1988.
- Krople liryczne. Wybór wierszy i fraszek, ilustr. Andrzej Mleczko. Wybór Anny i Doroty Sztaudynger-Kaliszewicz, wstęp Anna Sztaudynger-Kaliszewicz, KAW Kraków 1991.
- Wybrane „Piórka”, wybór Anny i Doroty Sztaudynger-Kaliszewicz, Graf, Gdańsk 1990.
- Supełki, wybór Anny i Doroty Sztaudynger-Kaliszewicz, wstęp Wojciecha Natansona. Wyd. Kleks 1991, 1993, 1998, 1999, 2000.
- Szumowiny, wybór Anny i Doroty Sztaudynger-Kaliszewicz, Wyd. Kleks 1991, 1993, 1998, 1999, 2000.
- Bajki, wybór Anny i Doroty Sztaudynger-Kaliszewicz, Wyd. Kleks 1991, 1993, 1998, 1999, 2000.
- Wojna grzybów, posłowie Anna Sztaudynger-Kaliszewicz, KAW Łódź 1991.
- Raptularz zakochanych, /Nowy wybór/ ilustr. Julian Bohdanowicz, posłowie Anna Sztaudynger-Kaliszewicz, Ludowa Spółdzielnia Wyd. 1993, 1994.
- Fraszki z kufra, wybór i wstęp Anna Sztaudynger-Kaliszewicz, Wyd. Kleks, Bielsko Biała 1998, 1999, 2000.
- Puch ostu. Fraszki o życiu i miłości, wybór Anny Sztaudynger Kaliszewicz i Doroty Sztaudynger-Zaczek. Opracowanie graficzne Dymitr Szewionkow-Kismiełow. Wydawnictwo Literackie, Kraków 2004, 2005, 2006, 2007, 2008, 2009, 2010.
- Piórka prawie wszystkie, wybór Anny Sztaudynger-Kaliszewicz i Doroty Sztaudynger-Zaczek. Posłowie Tadeusz Nyczek. Opracowanie graficzne Dymitr Szewionkow-Kismiełow. Wydawnictwo Literackie, Kraków 2007, 2008, 2009, 2010, 2011, 2012.